# Angelika Schnell
Angelika Schnell (* 1962 in Mannheim) ist eine deutsche Architektin sowie Professorin für Architekturtheorie, Architekturgeschichte und Entwurf an der Akademie der bildenden Künste Wien. Außerdem leitet sie dort die Plattform History, Theory, Criticism (HTC) am Institut für Kunst und Architektur. Von 1993 bis 2001 war sie Redakteurin der Architekturtheoriezeitschrift Arch+.
Seit 2015 ist sie auch Mit-Herausgeberin der Bauwelt Fundamente.

## Werdegang
Schnell studierte Theaterwissenschaft an der Ludwig-Maximilians-Universität München sowie Architektur an der TU Berlin und an der TU Delft. Sie promovierte summa cum laude an der Staatlichen Akademie der Bildenden Künste Stuttgart über das schriftlich-theoretische Werk des postmodernen Architekten Aldo Rossi. Dabei legt sie Rossis widersprüchliche Architekturtheorie der Moderne frei.
Seit 1999 lehrte Schnell Architekturtheorie und -geschichte an verschiedenen Universitäten wie der TU Berlin, Staatlichen Akademie der Bildenden Künste Stuttgart, der Universität Groningen sowie der Leopold-Franzens-Universität Innsbruck, bevor sie 2009 an die Akademie der bildenden Künste Wien berufen wurde.
Dort ist sie langjähriges Senatsmitglied und stand von 2019 bis 2022 dem Senat als Vorsitzende vor.

## Theoretische Positionen
Schnell widmet sich in ihrer Auseinandersetzung insbesondere der Architektur und dem Städtebau des 19. und 20. Jahrhunderts sowie einer kritischen Reflexion der Historiografie des Modernebegriffs. Mit der 2013 initiierten design-based research Plattform  Design Paradigm legte sie einen Fokus auf die Erforschung des Entwurfsprozesses von modernen Architekten und Architektinnen, indem sie deren „Performativität der Entwurfsmethoden und -mittel untersucht“. Um diese konstatierte Performativität des Entwerfens zu beforschen, etablierte sie mit ihren Mit-Autorinnen wiederum die performative Methode. Erste Ergebnisse finden sich in der Publikation Entwerfen Erforschen.

## Forschungsprojekte
- „Ambivalenzen der Moderne. Der Architekt und Stadtplaner Roland Rainer zwischen Diktatur und Demokratie“,[8] 2022–24. FWF-Forschungsprojekt (P34938) an der Akademie der bildenden Künste Wien zusammen mit dem Architekturzentrum Wien unter der Mitarbeit von Ingrid Holzschuh, Waltraud P. Indrist und Susanne Rick (Akademie der bildenden Künste Wien) sowie von Monika Platzer (Architekturzentrum Wien).
- „Communities of Tacit Knowledge“,[9] 2019–22. Marie Skłodowska-Curie Innovative Training Networks programme (Nr. 860413); gefördert vom EU-Programm Horizon 2020 in Zusammenarbeit mit den akademischen Partnern Tim Anstey (Oslo School of Architecture), Tom Avermaete (ETH Zürich), Christoph Grafe (Bergische Universität Wuppertal), Margitta Buchert (Leibniz Universität Hannover), Klaske Havik (TU Delft), Helena Mattsson und Jennifer Mack (KTH Stockholm) und Gennaro Postiglione (Politecnico Milano).
- „NeST – New Schools of Thought“[10], 2015–16. Internationales Forschungsprojekt, initiiert von der Universität Liechtenstein, über die Suche nach alternativen Bildungskonzepten in der Architektur nach der Bologna-Reform. Akademische Partner: Peter Staub, Vera Kaps, Ekaterina Nagibina, Celina Martinez (Universität Liechtenstein), Jüri Soolep (Umeå University, School of Architecture), Johan de Walsche (University of Antwerp), Christopher Pierce (Architectural Association London), Angelika Schnell, Wolfgang Tschapeller (Akademie der bildenden Künste Wien).
- „Design Paradigm“,[11] 2013–16. Forschungsplattform am Institut für Kunst und Architektur der Akademie der bildenden Künste Wien mit Eva Sommeregger und Waltraud Indrist.

## Schriften
- Angelika Schnell: Aldo Rossis Konstruktion des Wirklichen. Eine Architekturtheorie mit Widersprüchen. (= Bauwelt Fundamente, Nr. 163). Birkhäuser, Basel 2019, S. 400. ISBN 978-3-03821-516-5, doi:10.1515/9783038212218.
- Angelika Schnell, Eva Sommeregger, Waltraud Indrist (Hrsg.): Entwerfen Erforschen – Der „performative turn“ im Architekturstudium. Birkhäuser, Basel 2016, S. 192. ISBN 978-3-0356-1103-8, doi:10.1515/9783035610949.
- Stefan Gruber, Antje Lehn, Lisa Schmidt-Colinet, Angelika Schnell (Hrsg.): BIG!BAD? MODERN: A research project by the Institute for Art and Architecture, Vienna. Park Books, Zürich 2015, S. 336. ISBN 978-3-906027-96-8.